# Honnakumaranahalli, Arsikere
Honnakumaranahalli là một làng thuộc tehsil Arsikere, huyện Hassan, bang Karnataka, Ấn Độ.